# Клеопатра Тея
Клеопатра Тея Энетерия (также Клеопатра Теа; др.-греч. Κλεοπατρα Θεα Ενετερια; 164 до н. э. —120/121 г. до н. э.) — египетская царевна, правительница государства Селевкидов. Была женой трёх царей — Александра I, Деметрия II и Антиоха VII, и матерью Антиоха VI, Селевка V, Антиоха VIII и Антиоха IX. Убила своего сына Селевка V, когда он, после смерти отца, стал претендовать на престол не спросив разрешение матери. На протяжении 125—121 годов до н. э. правила государством Селевкидов, сначала как единоличная правительница, а затем вместе со своим сыном Антиохом VIII, который находился под её контролем. Была убита последним, якобы за попытку отравить сына-соправителя, когда он стал претендовать на полную власть.
Клеопатра Тея была наиболее изображаемой царицей государства Селевкидов и единственной, чьё имя было указано в монетной легенде. Начиная с неё, традиция женских портретов государства Селевкидов испытывает сильное египетское влияние. В эпоху барокко стала героиней нескольких опер и картин, сюжет которых был посвящён неудачной попытке отравить сына.

## Биография

### Происхождение и ранние годы
Клеопатра была дочерью царя государства Лагидов Птолемея VI Филометора и Клеопатры II, её родители происходили из династии Птолемеев и были родными братом и сестрой. Исследователь Крис Беннет считал, что царевна родилась в 164 году до н. э. или раньше. Учёный указывал, что по состоянию на 21 сентября 164 года до н. э., согласно папирусу UPZ 1.110, у Птолемея VI уже было несколько детей и что в 150 году до н. э. Клеопатра Тея уже достигла брачного возраста. Поскольку старший сын царя — Птолемей Евпатор — родился ориентировочно в сентябре 166 до н. э., то рождение следующего ребёнка исследователь датировал началом или серединой 164 года до н. э.
Обычно Клеопатру Тею идентифицируют как дочь Птолемея VI, которую он обещал в 154 году до н. э. выдать замуж за брата Птолемея VIII Фискона, после победы в битве при Лапифе. Однако такая интерпретация не является общепринятой, так исследователь Мишель Шово датировал помолвку концом правления Птолемея VI и невестой считал Клеопатру III. Также Крис Беннет отмечал, что у царя государства Лагидов могли быть и другие дочери брачного возраста.

### Жена селевкидских царей
Клеопатра Тея была выдана замуж за претендента на трон государства Селевкидов Александра I Баласа. Свадьба состоялась в Птолемаиде Финикийской, невеста получила в приданое значительное количество золота и серебра. В Первой книге Макавеев отмечалось, что торжество провели с «большим великолепием, как то царям подобает». В античных источниках есть разные сведения касательно датировки события, Первая книга Маккавеев указывает ΒΞΡ (162) год, считается, что эта дата приведена по эре Селевкидов, в которой данный год длился с октября 151 по сентябрь 150 годов до н. э. Однако античный историк Порфирий датировал событие третьим годом 157 Олимпиады (150/149 годы до н. э.). Исходя из данных сведений, Крис Беннет датировал свадьбу летом 150 года до н. е. Этот брак должен был укрепить господство Египта над государством Селевкидов и восстановить контроль над Келесирией. Исследователь Джон Уайтхорн сравнил эту свадьбу с браком Птолемея V с Клеопатрой I, который, наоборот, должен был закрепить власть Селевкидов над Египтом. В браке Александра и Клеопатры Теи родился один сын — будущий царь Антиох VI Дионис. После конфликта Александра I с Птолемеем VI в 148/147 году до н. э., Клеопатра по решению отца развелась с мужем и вышла замуж за другого селевкидского царевича — Деметрия II. Исследователь Джон Гренджер отметил, что Птолемей VI использовал Клеопатру Тею как «политическую пешку».
Сын Антиох остался с Александром I, а после его смерти частью государства со столицей в Антиохии на Оронте от имени мальчика правил полководец Диодот Трифон. Под властью Деметрия II оставались значительные территории на востоке государства, столицей он себе избрал Селевкию на Тигре. В браке Деметрия II и Клеопатры Теи родилось трое детей: мальчики Селевк и Антиох и девочка, которую, вероятно, звали Лаодикой. Во время войны мужа Клеопатры Теи с Диодотом Трифоном, который объявил себя царём после подозрительной смерти Антиоха VI, Деметрий II отправил семью в свою самую защищённую крепость — портовый город Селевкию Пиерию. Впоследствии, в 138 году до н. э., царь отправился в неудачный восточный поход, во время которого попал в плен к парфянам и там женился на Родогуне, дочери шахиншаха Митридата I Филэллина.
Согласно свидетельству иудейского историка Иосифа Флавия, Клеопатра пригласила вернуться на родину своего деверя Антиоха VII, который в то время находился на Родосе. В Селевкии Пиерии Антиох стал царём, женился на Клеопатре и усыновил своего племянника — Селевка. Огюст Буше-Леклерк отмечал, что брак с египетской принцессой оказал новому царю если не действенную поддержку, то хотя бы нейтралитет государства Птолемеев в сирийских делах. Первая книга Маккавеев указывает началом правления Антиоха VII ΔΟΡ (174) год, считается, что дата дана по эре Селевкидов, данный год длился с октября 138 по сентябрь 137 годов до н. э. Эта датировка подтверждается данными Порфирия — четвёртый год 160 Олимпиады (138/137 годы до н. э.). Исходя из сообщения римского историка Марка Юниана Юстина, что свадьба состоялась вскоре после воцарения, Крис Беннет датировал её началом 137 года до н. е.
Молодому царю удалось одержать победу над Диодотом Трифоном и подавить еврейское восстание. По сведениям древнего историка Порфирия, Антиох VII имел пятерых детей — двух дочерей по имени Лаодика и трёх сыновей — Антиоха, Селевка и ещё одного Антиоха, который умер молодым. Хотя историк не называл имя матери, современный исследователь Крис Беннет считал ею именно Клеопатру Тею. Огюст Буше-Леклерк предположил, что Порфирий перечислил не только собственных детей Антиоха VII, но и усыновленных им детей брата от Клеопатры Теи. Таковыми он считал Селевка и одну из Лаодик, Крис Беннет заметил, хотя эта версия принята большинством исследователей, она лишь самая простая из возможных.

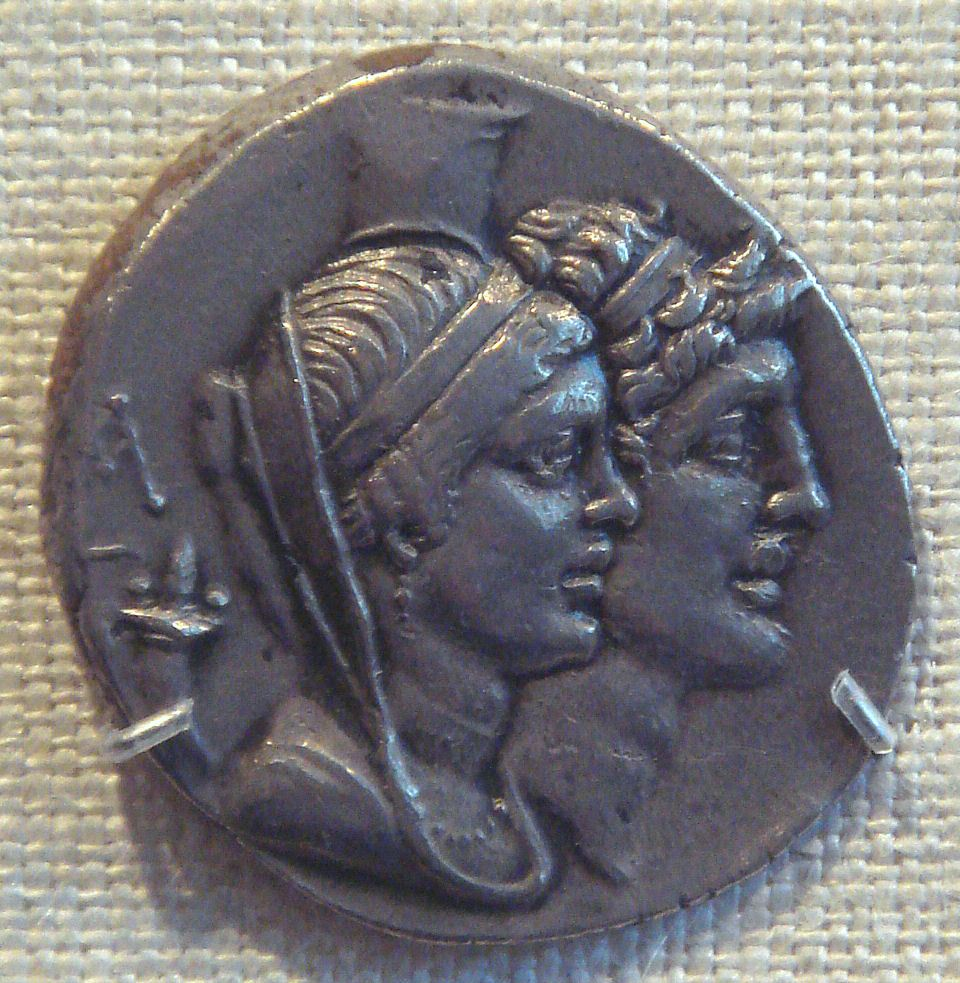
Аверс тетрадрахмы Александра I Баласа и Клеопатры Теи

По мнению Огюста Буше-Леклерка, Клеопатра Тея имела большое влияние на Антиоха VII, потому что ей он был обязан властью. Именно она могла подтолкнуть мужа на войну с Парфией, озвученными целями которой было не только возвращение утраченных территорий, но и освобождение из парфянского плена Деметрия II. По мнению исследователя, Клеопатра Тея не планировала вернуться к бывшему мужу, но боялась, что он обретёт свободу самостоятельно или по приказу парфянского шахиншаха Фраата II. Поэтому хотела освободить Деметрия II из парфянского плена силами своего нового мужа и держать его под контролем. Восточный поход Антиоха VII закончился неудачей и царь погиб в бою, однако в Сирию вернулся отпущенный парфянами Деметрий II. Клеопатра Тея воссоединилась со своим бывшим мужем, которого не видела 12 лет. Одновременно она отослала своего сына от Антиоха VII, будущего царя Антиоха IX, в Кизик, чтобы уберечь его от мужа. Вскоре Деметрий II, по просьбе своей свекрови Клеопатры II, начал войну с египетским царём Птолемеем VIII Фисконом. Последний поддержал претендента на власть в государстве Селевкидов, Александра II Забину, который одержал победу над Деметрием II в битве. После поражения царь прибыл в Птолемаиду, но находившаяся в городе Клеопатра Тея приказала не впускать его. Тогда он сбежал в Тир, откуда пытался на корабле переправиться к другим своим владениям, однако был убит наместником города во время перехода на корабль. Исследователи предполагают, что правитель мог выполнять приказ Клеопатры Теи.

### Правление вместе с сыном
После смерти мужа, в 𐤆ΠΡ (187) году эры Селевкидов (126/125 годы до н. э.), Клеопатра Тея провозгласила себя полноправной царицей и стала чеканить собственную монету. В то же время её старший сын от Деметрия II, Селевк V, провозгласил себя царём, однако был убит по приказу матери. Марк Юниан Юстин называл причиной убийства непослушание сына, провозгласившего себя царём без разрешения матери, Аппиан Александрийский, наоборот, утверждал, что мать боялась мести сына за смерть отца и собственноручно застрелила его из лука. Джон Гренджер называл обе версии правдоподобными и вероятными и считал, что Клеопатра Тея оказалась в ситуации, когда должна была либо убить сына, либо быть убитой. Джон Уайтхорн предположил, что рассказ Аппиана об обстоятельствах убийства был ложным. Единоличное правление женщины было неприемлемым для селевкидской аристократии и под её давлением Клеопатра Тея была вынуждена провозгласить своим соправителем сына Антиоха VIII Грипа. Однако власть её сына была номинальной и полноправной правительницей была лишь Клеопатра Тея. Во время своего правления она одержала победу над силами претендента Александра II Забины и заключила союзный договор со своим дядей, египетским царём Птолемеем VIII Фисконом. Союз был закреплён браком Антиоха VIII и египетской принцессы Трифены. С взрослением молодой царь всё больше проявлял недовольство властью матери и хотел стать единоличным правителем.
Согласно Марку Юниану Юстину, однажды по возвращении с охоты Антиоха VIII встретила мать и предложила бокал с ядом. Однако царь был предупреждён о намерении матери и предложил ей самой первой отпить. После того как Клеопатра Тея отказалась, были вызваны свидетели, обвинившие её в намерении убить сына. Царицу принудили выпить приготовленный ею ядовитый напиток, от которого она и умерла. Джон Уайтхорн отмечал, что Антиох VIII вошёл в историю, как отравитель и знаток ядов, он не единожды использовал яд против своих конкурентов, поэтому нельзя исключать версию, что историю с ядом подготовил молодой царь для устранения матери. По мнению исследователя, Клеопатра Тея могла планировать устранение сына, но, вероятно, использовала бы какой-то другой способ. Исследователь Уолтер Пенроуз отметил, что у Аппиана Клеопатра Тея показана в образе амазонки, если царица не застрелила сына, она точно стояла за его казнью.Смерть Клеопатры Теи датируют ΒϘΡ (192) годом эры Селевкидов (120/121 годы до н. э.) исходя из данных приведённых Порфирием и Юстином, эта же дата подтверждается нумизматическими источниками. Именно этим годом датируются последние совместные монеты Клеопатры Теи и Антиоха VIII и первые единоличные монеты сына.

## Монеты и иконография

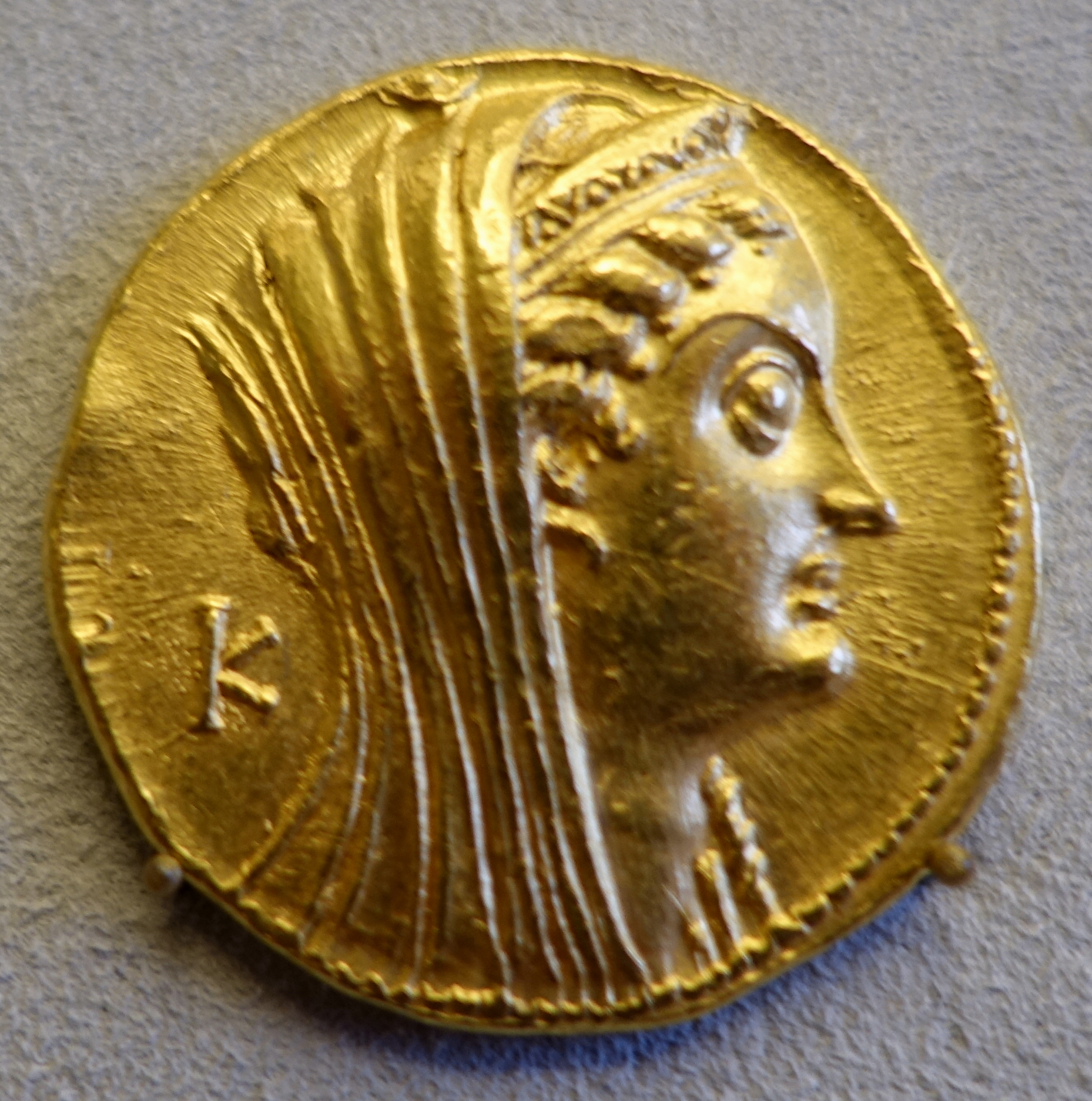
Золотая октодрахма с портретом Арсинои II

Клеопатра Тея неоднократно изображалась на монетах своего первого мужа — Александра I Баласа. Известен золотой статер, отчеканенный в Птолемаиде, на аверсе которого изображена лишь Клеопатра в диадеме с покрытой головой, а на реверсе, характерное для птолемеевских монет изображение двух корнукопий и легенда «Басилисы Клеопатры» (др.-греч. ΒΑΣΙΛΙΣΣΗΣ ΚΛΕΟΠΑΤΡΑΣ). Считается, что статер был отчеканен в честь свадьбы селевкидского царя с египетской принцессой. Кроме того, в Птолемаиде чеканилась серебряная тетрадрахма и различные типы бронзовых монет с парным портретом Александра и Клеопатры. На реверсе тетрадрахмы изображался Зевс Никатор, на бронзовых монетах — корнукопия, Ника с венком и пальмовой ветвью, птолемеевский орел с пальмовой ветвью, головной убор Исиды. Также парный портрет чеканился на двух типах бронзовых монет с Селевкии на Тигре, на их реверсах изображались Ника с венком или стоящий Аполлон со стрелой и луком. Согласно историку Элиасу Бикерману, парные портреты царственных супругов на монетах правители государства Селевкидов чеканили в качестве почестей во время свадебных торжеств. В портретах Клеопатры Теи на монетах Александра I Баласа заметно сильное египетское влияние, отсутствовавшее на более ранних селевкидских женских изображениях. Её представление с покрытой головой, калафом и корнукопией за спиной указывает на традиции иконографии её родины. Парный портрет Александра I Баласа и Клеопатры Теи на тетрахдрахме выделяется непропорциональным изображением царицы на первом плане. По предположению археолога Роберта Фляйшера, портрет Клеопатры Теи был уменьшен, чтобы вместить изображение калафа. По мнению историка Святослава Смирнова, египетский образ царицы на аверсах имел «ключевое значение для прочтения всего сюжета» монет. Также египетское влияние видно в изображении царицы на «рельефе Архелая».

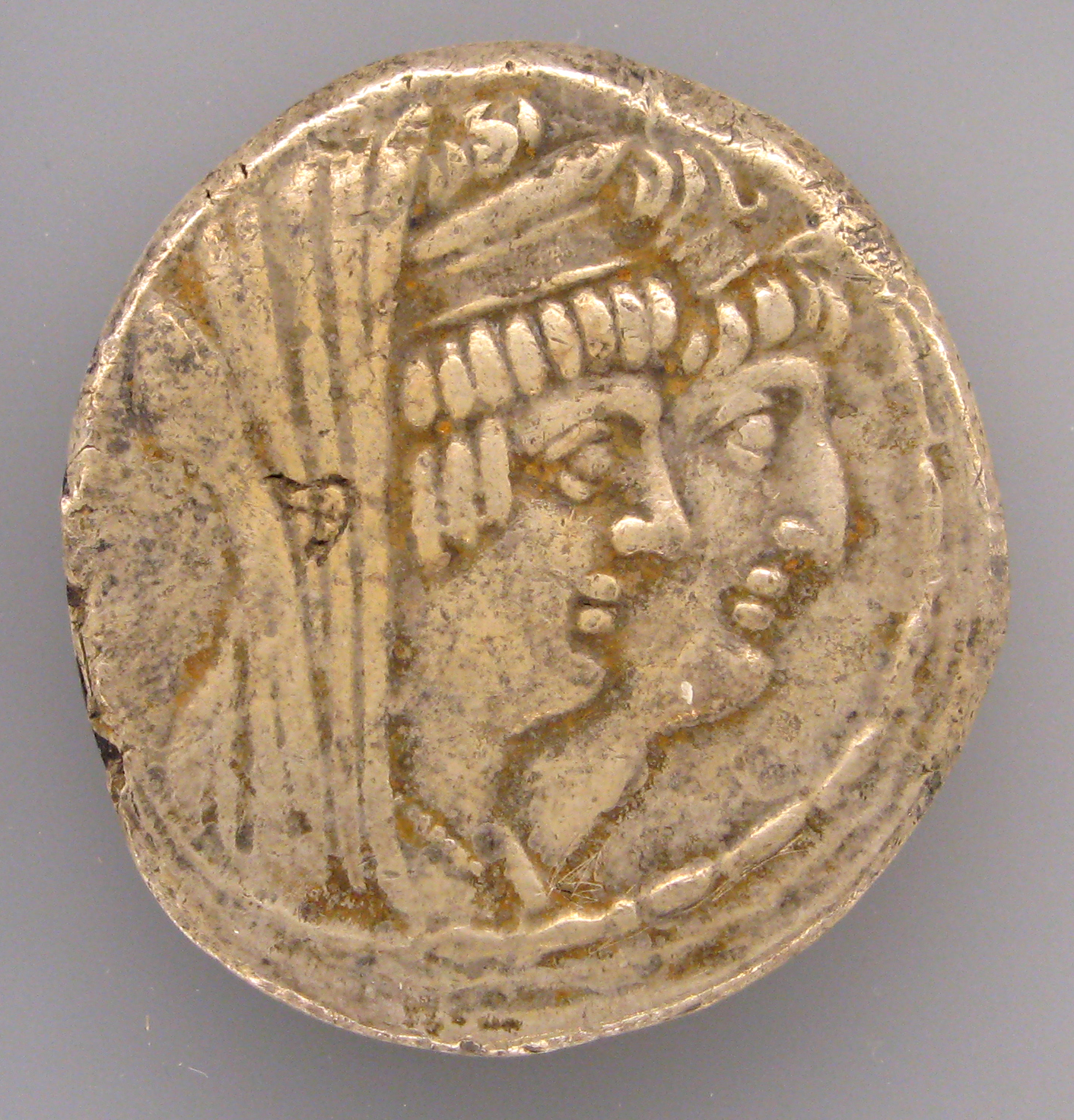
Аверс монеты Антиоха VIII и Клеопатры Теи

Во время краткого единоличного правления Клеопатры Теи, в 𐤆ΠΡ (187) году эры Селевкидов (126/125 годы до н. э.), чеканились серебряные тетрадрахмы, которые визуально похожи на золотые монеты с изображением египетской царицы Арсинои II. Подобно последней, Клеопатра Тея представлена с покрытой головой в стефании, диадеме и венке на аверсе и с двумя корнукопиями, украшенными лентами, на реверсе. Для аверсов золотых и серебряных монет, которые чеканились во время совместного правления Клеопатры Теи со своим сыном Антиохом VIII, характерен парный портрет правителей. По мнению Джона Грэнджера, изображение царицы на первом плане должно было символизировать подчинённый статус её сына. Нумизмат Оливер Гувер связывал со статусом сына и особенность легенды монет, на которых эпиклесу имела только мать. Золотые монеты известны по одному очень редкому типу, это октодрахма с изображением двух корнукопий на реверсе. Стиль оформления изображения и надписей указывает на влияние египетских монет. Предполагается, что октодрахма могла быть отчеканена в честь брака Антиоха VIII с Клеопатрой Трифеной. Серебряные тетрадрахмы аттического стандарта чеканились с изображением сидящего Зевса Никатора на реверсе, тем самым подражая монетам Деметрия II и Александра II. На реверсе монет того же номинала из Тарса изображено местное божество Сандон. Тетрадрахмы и дидрахмы финикийского стандарта чеканились с традиционным изображением орла на реверсе. Оливер Гувер назвал инновацией «неожиданное введение» октодрахмы финикийского стандарта. Она чеканилась в Птолемаиде и имела на реверсе изображение головного убора Исиды. Элиас Бикерман отмечал, что не на всех монетах присутствовала эпиклеса Тея, её наличие зависело от монетных дворов, на которых происходила чеканка. Бронзовые монеты чеканились только в двух деноминациях, на аверсах бронзовых монетах, кроме парного портрета, также встречалось самостоятельное изображение царя Антиоха VIII или богов.
Исследователь Игорь Шонов, в рамках своей гипотезы о подчинённом положении Боспорского царства по отношению к государству Селевкидов, относил к правлению Александра I Баласа серию серебряных монет состоящую из драхмы, обола и гемиобола. Данные монеты объединяло наличие одинаковой монограммы, схожая монограмма встречается на селевкидских монетах того времени. По мнению учёного, Александр I Балас передал весь доход от боспорских земель непосредственно супруге. Среди боспорских монет относящихся к первому правлению Деметрия II, Шонов выделял драхмы с монограммой EY, связывая их с эпиклесой Клеопатры Теи — Эвтерия и драхмы с монограммой KTH, считая что она состоит из имён царственных супругов — Клеопатра Тея и Деметрий II Никатор. Ко времени совместного правления Антиоха VII и Клеопатры Теи Шонов относил боспорские монеты мелких номиналов, на которых чеканилась ранняя монограмма, перевёрнутая набок. Согласно предположению учёного, во время царствования Антиоха VIII на Боспоре продолжались чеканиться монеты Клеопатры Теи как со старой монограммой, так и новых типов.
Клеопатра Тея была наиболее изображаемой царицей государства Селевкидов и единственной, чьё имя было указано в монетной легенде. Её портреты уникальны и сильно выделяются из физиогномической гомогенности женских изображений раннего Эллинизма благодаря характерным наборам атрибутов. По мнению Святослава Смирнова, Клеопатра Тея была единственной царицей, которая единолично изображалась на монетах государства Селевкидов, в отличие от монет Эллинистического Египта, где такие портреты были традиционными. Начиная с Клеопатры Теи традиция женских портретов у Селевкидов сильно изменяется под египетским влиянием, что обусловливается не только происхождением царицы, но и влиянием государства Лагидов на селевкидскую внутреннюю политику.

## Семья

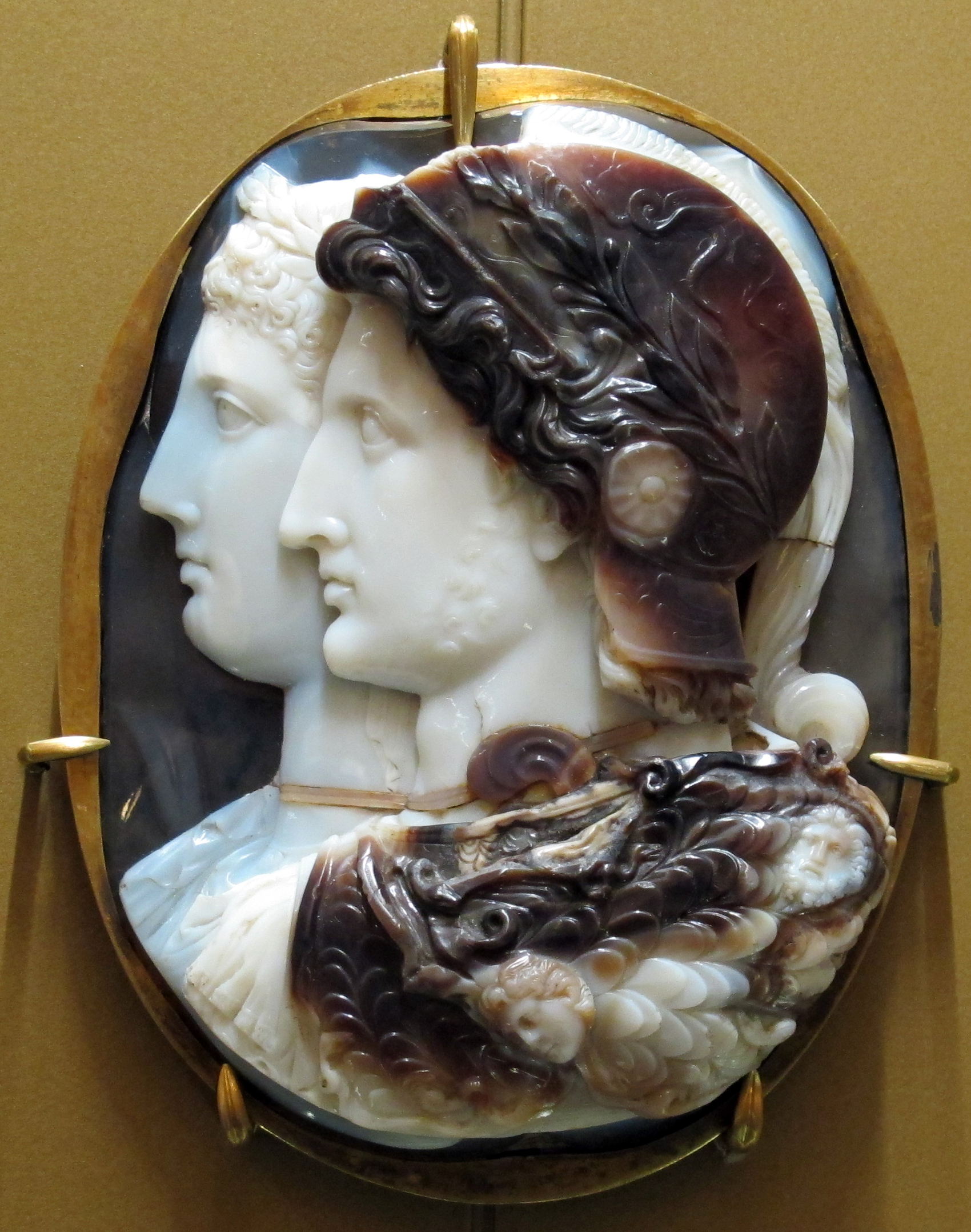
Камея Гонзага. Возможно на ней изображена Клеопатра Тея с мужем Александром I Баласом

Клеопатра Тея была замужем трижды:
- Первый муж — Александр I Балас, от которого имела сына Антиоха VI.
- Второй муж — Деметрий II Никатор, от которого имела сыновей Селевка V и Антиоха VIII и дочь, которую вероятно звали Лаодикой.
- Третий муж — Антиох VII Эвергет, от которого имела сыновей Антиоха IX, Антиоха, Селевка и двух дочерей по имени Лаодика. По словам французского историка Огюста Буше-Леклерка, Селевк и одна из Лаодик — это дети Деметрия II ошибочно приписываемые Антиоху VII[20].

Из трёх браков Клеопатры Теи, Джон Уайтхорн считал удачным лишь брак с Антиохом VII.

## Надписи
Имя Клеопатры Теи встречается в четырёх надписях:
- на острове Делос её упоминали как мать царя Антиоха IX.
- в надписи из Птолемаиды, датированной 130/129 годами до н. э., упоминали вместе с Антохом VII и их детьми.
- в кипрском городе Пафос, её называли жрицей.
- В другой надписи с Кипра, указывают эпиклесу Клеопатры — Тея Афродита Эвергетия.

## Оценки исследователей
Историк Эдвин Бивен называл Клеопатру Тею «политиком с мёртвым сердцем», объясняя это тем, что к ней с самого детства относились как к вещи, как к простой фигуре в политической игре. Также он отмечал, что в лице египетской принцессы Судьба явила Эриний для селевкидского царского дома.
Элиас Бикерман, оценивая правление Клеопатры Теи за и вместо своих сыновей, затруднялся ответить было ли это «осуществлением права или злоупотреблением».
Джон Уайтхорн сравнивал Клеопатру Тею с маяком в «море слабых и никчёмных басилевсов-мужчин, которые окружали её на протяжении большей части её жизни». Исследователь сравнил судьбу Клеопатры Теи с судьбой её сестры Клеопатры III, которая также умерла из-за «роковой ошибки», слишком долго стоя на пути к власти собственного сына. Однако её жизнь была более успешной, чем племянниц Клеопатры IV и Трифены, которые умерли во время следующей борьбы за власть в государстве Селевкидов.

## В культуре
В эпоху барокко получил известность сюжет конфликта Клеопатры Теи с парфянской царевной Родогуной за сыновей её мужа Деметрия II Никатора. Драматурги Пьер Корнель (1644) и Габриэль Жильбер (1646) написали трагедии под названием «Родогуна», которые являлись аллегориями на регентство французской королевы Анны Австрийской (1643—1651). Эпизод из пьесы Пьера Корнеля с разоблачением попытки отравления царя Антиоха Клеопатрой Теей на своих картинах изобразили Шарль Антуан Куапель (1749) и Жан-Жозеф Тайлассон (1791).
По одной из версий, на Камее Гонзага может быть изображена Клеопатра Тея и Александр I Балас.

### Комментарии
1. ↑  Исследователь отвергает серию бронзовых монет с изображением царицы Лаодики, считая их атрибуцию ненадёжной.